# MicroATX
microATX (µATX, mATX) – zmodyfikowana wersja standardu ATX. Został stworzony przez firmę Intel w 1997  jako odpowiedź na zapotrzebowanie rynku na niskobudżetowe komputery, które mogłyby korzystać ze standardu ATX.
Standard micro ATX jest zgodny z innymi standardami Intela.

## Zmiany
- Płyta główna została pomniejszona do wielkości 244 × 244 mm (9.6" x 9.6") głównie przez ograniczenie liczby slotów do 4 slotów AGP, PCI, ISA lub PCI Express (tylko jedno x16).
- Opracowano równolegle standard zasilacza o pomniejszonej wielkości, (SFX) pozostawiając jednak możliwość korzystania w płytach microATX z zasilaczy w standardzie ATX.
- Płyta główna posiadała często tylko 2 gniazda pamięci RAM.
- Zredukowano liczbę niektórych gniazd I/O na tylnym panelu.